# 格里德利鎮區 (伊利諾伊州麥克萊恩縣)
格里德利鎮區（英語：Gridley Township）是位於美國伊利諾伊州麥克萊恩縣的一個行政鎮區。

## 地方資料
根據2010年美國人口普查的數據，格里德利鎮區的面積為141.10平方千米，當中陸地面積為141.10平方千米，而水域面積為0.00平方千米。當地共有人口1905人，而人口密度為每平方千米13.5人。